# Jože Zupanc
Jože Zupanc, slovenski aktivist, borec za pravice civilnih invalidov vojn Slovenije * 3. julij 1937, † 15. september 2021
Kot šestletni deček je oslepel v eksploziji, ko je skupaj udaril razdrto italijansko bombo. Mladost je preživel v Zavodu za slepo in slabovidno mladino. Let 1956 je postal telefonist na Okrajnem ljudskem odboru. Od leta 1968 se je boril za ureditev statusa civilnih invalidov vojn. Kljub invalidnosti si je ustvaril družino.

### Delovanje v društvih
Bil je predsednik Zveze slepih Jugoslavije. Deloval je v Zvezi društev slepih in slabovidnih Slovenije. Bil je dolgoletni vodstveni član ter 1972-78 in 1988-2002 predsednik Zveze društev civilnih invalidov vojn Slovenije (ustanovljene leta 1970), 2017 pa je postal njen častni predsednik.

## Odlikovanja in nagrade
Leta 1996 je prejel častni znak svobode Republike Slovenije z naslednjo utemeljitvijo: »za zasluge in osebni prispevek v dobro invalidom Slovenije«.